# ابن عدوان الرزيني
عَبْد العَزِيْز بن عَبْد الرَّحمن بن عُدْوان بن رَزِيْن الرَّزِيْني الحَنْظَليُّ التَّمِيْمِيُّ الحنبليُّ (ت. 1179 هـ)، فقيه حنبلي ومن أصحاب ابن فيروز ومن تلاميذه.

## سيرته
ولد في قرية أثيثية إحدى قرى الوشم، وقدم الأحساء، وقرأ على عبد الله بن محمد بن فیروز، ثم على محمد بن عبد الله بن فیروز. قرأ النحو والصرف وعلوم البلاغة والعروض، والقوافي، والفرائض، وبرع في ذلك كله. سافر بصحبة شيخه محمد بن فیروز إلى الحج، ثم إلى المدينة، وبعد أن خرجا من المدينة بعشرة أيام ابتدأ به المرض الذي مات فيه في الطريق عند واد يقال له النظيم في 25 صفر سنة 1179 هـ.

## مؤلفاته
له من المصنفات:
- رسالة في الوقف،[7] رد بها على محمد بن عبد الوهاب.
- نظم العقيدة الواسطية، نظم في التوحيد على نهج السلف. قال ابن بسام في علماء نجد: وهو نظم حسن عذب نهج فيه نهج السلف الصالح في الصفات وأفعال العباد.[8]